# فانغ فانغ
فانغ فانغ (بالصينية: 方方) هي كاتِبة صينية، ولدت في 11 مايو 1955 في نانجينغ في الصين.

## وصلات خارجية
- فانغ فانغ على موقع IMDb (الإنجليزية)
- فانغ فانغ على موقع مونزينجر (الألمانية)